# Kontubernij
Kontubernij (latinsko contvbernivm) je bila najmanjša organizirana vojaška enota rimske vojske, enakovredna sodobnemu oddelku. Vojaki iz kontubernija so se imenovali contubernales. Spali so v istem šotoru in bili nagrajevani in kaznovani kot celota. Deset kontubernijev je tvorilo centurijo. 
Vodil jih je dekan (decanus), ki je bil po položaju primerljiv s sodobnim mlajšim podčastnikom. Dekan je bil izbran iz samega kontubernija in je bil verjetno vojak z najdaljšim stažem. Med njegove naloge je spadalo postavljanje šotora in vzdrževanje discipline.
Kontubernij je imel tudi dva »služabnika«, ki sta skrbela za kontubernijsko mulo in na pohodih za pitno vodo. Pogosto sta bila tudi izučena obrtnika, na primer kovača ali tesarja.